# Genocidi cultural

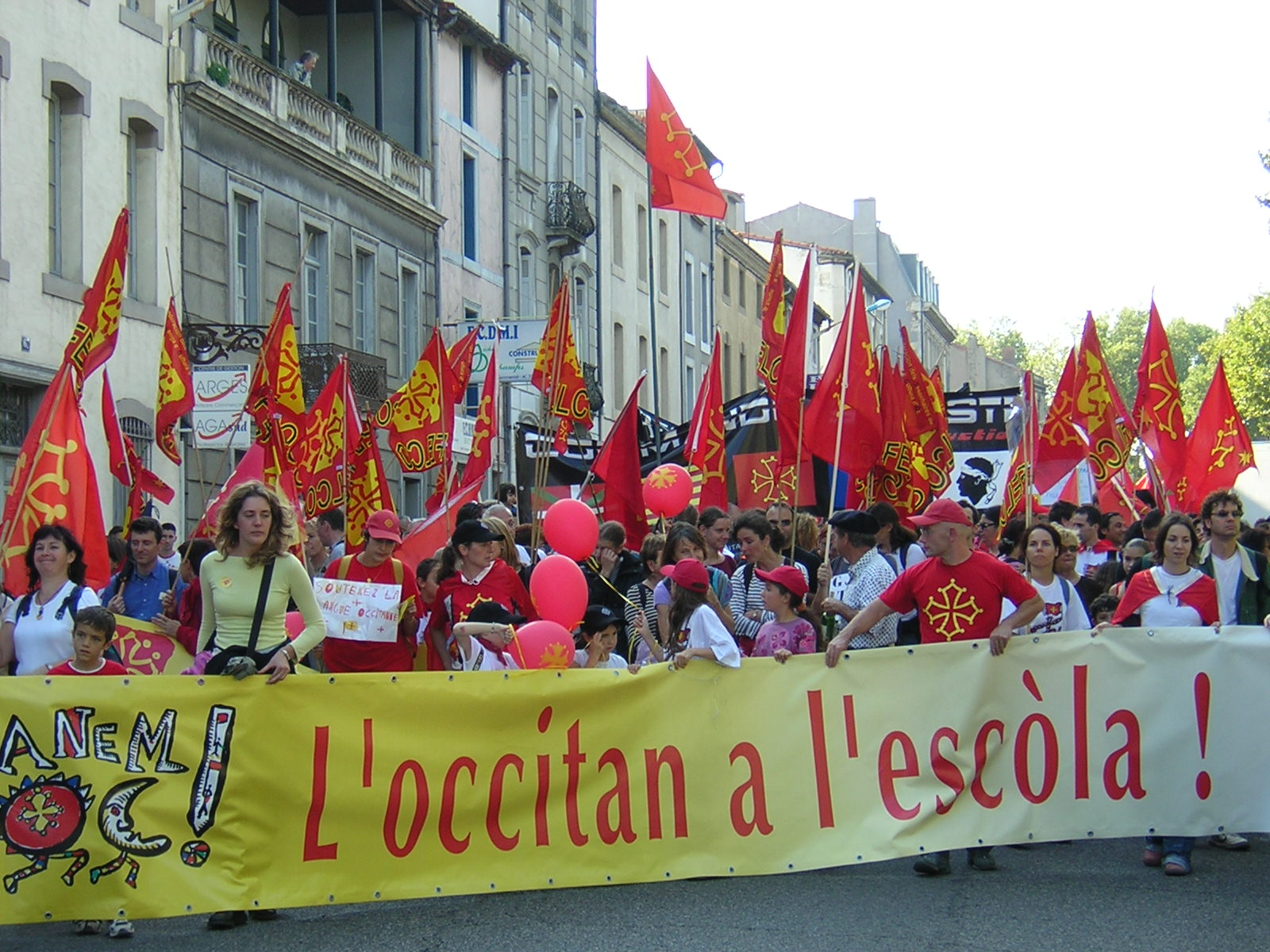
Manifestació a Carcassona el 2005 per la presència de l'occità a l'educació, a contracorrent del genocidi cultural perpetrat per l'Estat francès.

El genocidi cultural és un tipus de genocidi que consisteix en l'eliminació, substitució o inutilització de la cultura d'un grup humà sense necessitat d'eliminar físicament a les persones que practiquen aquella cultura. Aquest és un procés d'agressió en el qual s'imposa una nova cultura aliena (la dels agents agressors) en anar eliminant, substituint o inutilitzant els lligams socials que permetien les manifestacions culturals que el grup tenia inicialment, de forma tal que la llengua originària, l'art, les tradicions musicals, la literatura oral o escrita, les conviccions religioses, les conviccions morals, les institucions polítiques tradicionals, etc. són extintes o absorbides dins de la nova cultura aliena. Aquest procés duu implementat la substitució d'una identitat cultural per altra, però el fet que en la majoria dels casos no comporte una agressió física, fa que, sovint, no siga percebut com a tal pels membres de la cultura agredida.
El concepte de genocidi cultural o depuració cultural fou proposat per l'advocat Raphael Lemkin el 1944 com un component del genocidi. El 1989, Robert Badinter, un advocat penalista francès conegut per la seva posició contra la pena de mort, va utilitzar el terme "genocidi cultural" en un programa de televisió per descriure el que va dir que era la desaparició de la cultura tibetana en presència del 14è Dalai Lama. Més tard, el Dalai Lama utilitzaria el terme el 1993 i el tornaria a utilitzar el 2008.
Tot i que no s'ha acordat encara una definició internacional per a genocidi cultural, el Museu del Genocidi armeni el defineix com "els actes i les mesures endegats per destruir la cultura de nacions o grups ètnics mitjançant la destrucció espiritual, nacional, i cultural."
Alguns etnòlegs, com en Robert Jaulin, utilitza el terme etnocidi com a substitut de genocidi cultural, tot i que aquest ús ha sigut criticat per la confusió entre etnicitat i cultura.

## Legislació internacional
Sobreposat amb l'etnocidi, el genocidi cultural fou inclòs a l'esborrany de la Declaració dels drets dels pobles indígenes (DRIP) de les Nacions Unides, el 2007. Tanmateix, el document final es modificà i s'hi escrigué només "genocidi". Però tot i que el concepte d'"etnocidi" i "genocidi cultural" es va eliminar, els subpunts de l'esborrany es van mantenir (amb una redacció lleugerament ampliada) a l'article 8, que parla del "dret a no estar subjecte a una assimilació forçada”.

### Legislació sobre bens culturals
El genocidi cultural implica l'erradicació i destrucció de bens culturals, com ara llibres, obres d'art, i estructures.
- Aquestes pràctiques estan prohibides durant un conflicte armat en virtut de la Convenció de l' Haia de 1907 sobre el respecte a les lleis i costums de la guerra terrestre, que estableix a l'article 25 que "l'atac o bombardeig, per qualsevol mitjà, de ciutats, pobles, habitatges o edificis que estan indefensos està prohibit"; en l'article 27 que "en els setges i bombardeigs s'han de prendre totes les mesures necessàries per salvar, en la mesura del possible, els edificis dedicats a la religió, l'art, la ciència o fins benèfics, els monuments històrics, els hospitals i els llocs on es recullen els malalts i ferits, sempre que no s'emprin en aquell moment amb finalitats militars"; i a l'article 28 que "es prohibeix el saqueig d'un poble o lloc, fins i tot quan sigui pres per assalt".
- A les Amèriques, el Pacte de Roerich es va convertir en el primer tractat internacional substancial i totalment dedicat a la protecció dels béns culturals. El seu article 1 diu: "Els monuments històrics, els museus, les institucions científiques, artístiques, educatives i culturals seran considerats neutrals i com a tals respectats i protegits pels bel·ligerants. El mateix respecte i protecció es deu al personal de les institucions esmentades anteriorment. S'ha de concedir el mateix respecte i protecció als monuments històrics, museus, institucions científiques, artístiques, educatives i culturals, tant en temps de pau com en temps de guerra”.
- Després de les experiències de la Segona Guerra Mundial i de l'èxit del Pacte de Roerich, es va adoptar un nou tractat global, la Convenció de l' Haia per a la protecció dels béns culturals en cas de conflicte armat, seguida dels seus dos protocols suplementaris. Segons el Protocol Segon d'aquest últim conveni, és obligatori que les parts contractants sancionin els autors d'aquests fets.
- A més, els llocs del Patrimoni Mundial estan també en qualsevol moment protegits per la Convenció del Patrimoni Mundial, que diu a l'article 4: "Cada estat part en aquesta Convenció reconeix que el deure de garantir la identificació, protecció, conservació, presentació i transmissió a futurs generacions del patrimoni cultural i natural a què es refereixen els articles 1 i 2 i situat al seu territori, pertany principalment a aquest Estat. Farà tot el possible amb aquesta finalitat, amb els seus propis recursos i, si s'escau, amb qualsevol assistència i cooperació internacional, en particular financera, artística, científica i tècnica, que pugui obtenir"., mentre que d'acord amb l'article 6 (3), "Cada estat part en aquesta Convenció es compromet a no adoptar cap mesura deliberada que pugui danyar directament o indirectament el patrimoni cultural i natural a què es refereixen els articles 1 i 2 situat al territori d'altres estats part a aquest conveni".
- Les normes bàsiques van ser reforçades pels dos protocols de 1977 a la Convenció de Ginebra de 1949.
  - L'article 53 del Protocol Addicional als Convenis de Ginebra de 12 d'agost de 1949 i relatiu a la protecció de les víctimes dels conflictes armats internacionals (Protocol I), de 8 de juny de 1977, diu: "Sense perjudici de les disposicions del Conveni de la Haia per a la protecció. de Béns Culturals en Cas de Conflicte Armat de 14 de maig de 1954, i d'altres instruments internacionals rellevants, es prohibeix: cometre qualsevol acte d'hostilitat dirigit contra els monuments històrics, obres d'art o llocs de culte que constitueixin el patrimoni cultural o espiritual. patrimoni dels pobles; utilitzar aquests objectes en suport de l'esforç militar; fer d'aquests objectes objecte de represàlies".
  - L'article 16 del Protocol Addicional als Convenis de Ginebra de 12 d'agost de 1949 i relatiu a la protecció de les víctimes dels conflictes armats no internacionals (Protocol II), de 8 de juny de 1977, diu: "Sense perjudici de les disposicions del Conveni de la Haia per a Protecció dels béns culturals en cas de conflicte armat de 14 de maig de 1954, està prohibit cometre qualsevol acte d'hostilitat dirigit contra monuments històrics, obres d'art o llocs de culte que constitueixin el patrimoni cultural o espiritual dels pobles, i utilitzar ells en suport de l'esforç militar".
- Si els autors no són sancionats per falta o falta de voluntat d'un estat per processar-los, poden ser portats davant la justícia en virtut de l'Estatut de Roma, adoptat el juliol de 1998 i que entrarà en vigor quatre anys més tard, la base jurídica de la Cort Penal Internacional (ICC), que defineix a l'article 8(2) els següents crims de guerra relacionats amb els béns culturals en conflictes armats internacionals i no internacionals: "Llançar intencionadament un atac sabent que aquest atac ocasionarà pèrdues accidentals de vides o ferides a civils. o danys a béns civils o danys generalitzats, a llarg termini i greus al medi natural que serien clarament excessius en relació amb l'avantatge militar global concret i directe previst (només conflictes internacionals) ; destrucció i apropiació extensiva de la propietat, no justificada per necessitat militar i portada a terme de manera il·legal i desenfrenada; Destruir o apoderar-se de la propietat de l'enemic/adversari tret que aquesta destrucció o la confiscació s'exigirà de manera imperativa per les necessitats de guerra/conflicte; Atacar o bombardejar, per qualsevol mitjà, pobles, pobles, habitatges o edificis que no estiguin defensats i que no siguin objectius militars; Atacs deliberats contra edificis de caràcter religiós, educatiu, artístic, científic o sense ànim de lucre i contra monuments històrics; Saquejar una ciutat o un lloc, fins i tot quan es prenen per assalt."[5]

### Legislació sobre Patrimoni cultural intangible
El genocidi cultural també pot implicar l'assimilació forçada, així com la supressió d'una llengua o activitats culturals que no s'ajusten a la noció del destructor del que és apropiat.
- L'article 2 de la Convenció del Genocidi defineix els següents aspectes intangibles relacionats amb la cultura del genocidi: "Imposició de mesures destinades a prevenir els naixements dins del grup; Transferència forçosa dels nens del grup a un altre grup";
- L'article 27 del Pacte Internacional de Drets Civils i Polítics estableix els drets de les minories ètniques, religioses i lingüístiques a gaudir de la seva pròpia cultura, a professar la seva pròpia religió i a utilitzar la seva pròpia llengua.
- L'article 15 del Pacte Internacional de Drets Econòmics, Socials i Culturals assegura als grups minoritaris el dret a practicar i preservar les seves llengües, religions, formes d'art i formes de vida.
- La Convenció Internacional per a la repressió i el càstig del delicte d'apartheid enumera, entre d'altres: "Totes les mesures legislatives i altres mesures destinades a impedir que un grup o grups racials participin en la vida política, social, econòmica i cultural del país i la creació deliberada de condicions que impedeixin el ple desenvolupament d'aquest grup o grups, en particular, negant als membres d'un grup o grups racials els drets i llibertats humans bàsics, inclòs el dret al treball, el dret a formar sindicats reconeguts, el dret a l'educació, el dret a sortir i tornar al seu país, el dret a una nacionalitat, el dret a la llibertat de circulació i residència, el dret a la llibertat d'opinió i expressió i el dret a la llibertat de reunió i associació pacífica; qualsevol mesura, incloses mesures legislatives, dissenyades per dividir la població segons línies racials mitjançant la creació de reserves i guetos separats per als membres d'un grup racial. o grups, la prohibició dels matrimonis mixts entre membres de diferents grups racials, l'expropiació de béns de la terra pertanyents a un grup o grups racials o a membres d'aquests" - com a manifestació del delicte d'apartheid i exigeix que els estats part enjudiciin els autors. d'aquestes pràctiques. Si no és el cas a causa de la manca o la manca de voluntat d'un estat de processar-los, poden ser portats davant la justícia d'acord amb l'Estatut de Roma (vegeu més avall)
- Algunes de les pràctiques opressores o repressives esmentades també són il·legals en virtut de la Convenció sobre els Drets de l'Infant, en particular el seu article 20.3, relatiu a l'elecció de l'acolliment familiar: "Quan es consideren solucions, es tindrà en compte la conveniència de continuïtat en l'educació de l'infant i a l'origen ètnic, religiós, cultural i lingüístic de l'infant", així com l'article 30, que estableix que "En aquells Estats en què existeixin minories ètniques, religioses o lingüístiques o persones d'origen indígena, un nen que pertanyi a aquesta minoria o a qui sigui indígena no se li pot negar el dret, en comunitat amb altres membres del seu grup, a gaudir de la seva pròpia cultura, a professar i practicar la seva pròpia religió o a utilitzar la seva pròpia religió. llengua pròpia”.
- L'Estatut de Roma
  - L'article 6 defineix els següents aspectes intangibles relacionats amb la cultura del genocidi: "Imposició de mesures destinades a prevenir els naixements dins del grup; Trasllat per la força dels nens del grup a un altre grup";
  - L'article 7 (1) defineix els següents crims de lesa humanitat relacionats amb la cultura intangible: "Esclavització; Deportació o trasllat forçós de població; Violació, esclavitud sexual, prostitució forçosa, embaràs forçat, esterilització forçada o qualsevol altra forma de violència sexual de gravetat comparable. ; Persecució contra qualsevol grup o col·lectivitat identificable per motius polítics, racials, nacionals, ètnics, culturals, religiosos, de gènere, tal com es defineix a l'apartat 3, o altres motius universalment reconeguts com a inadmissibles segons el dret internacional, en relació amb qualsevol acte a què es refereix aquest paràgraf o qualsevol delicte de la jurisdicció del Tribunal; El delicte d'apartheid". ;
  - L'article 8 (2) defineix els següents crims de guerra intangibles relacionats amb la cultura: "Cometre atemptats contra la dignitat personal, en particular tractes humiliants i degradants; cometre violacions, esclavitud sexual, prostitució forçosa, embaràs forçat, tal com es defineix a l'article 7, paràgraf 2 (f), esterilització forçada o qualsevol altra forma de violència sexual que també constitueixi una infracció greu del Conveni de Ginebra; Deportació o trasllat il·legals o confinament il·legal; El trasllat, directament o indirecta, per part de la potència ocupant de parts de la seva pròpia població civil a el territori que ocupa, o la deportació o el trasllat de tota o part de la població del territori ocupat dins o fora d'aquest territori; ordenar el desplaçament de la població civil per motius relacionats amb el conflicte, llevat que la seguretat dels civils implicats o sigui imperatiu. raons militars així ho demanen".
- Segons l'article 11 de la Convenció per a la salvaguarda del patrimoni cultural immaterial, "cada Estat part ha d'adoptar les mesures necessàries per garantir la salvaguarda del patrimoni cultural immaterial present al seu territori", mentre que l'article 19 (2), "Sense perjudici". d'acord amb les disposicions de la seva legislació nacional i el dret i les pràctiques consuetudinàries, els estats part reconeixen que la salvaguarda del patrimoni cultural immaterial és d'interès general per a la humanitat i, amb aquesta finalitat, es comprometen a cooperar a nivell bilateral, subregional, regional i internacional."
- A Europa, el Conveni Europeu de Drets Humans (membres del Consell d'Europa, inclosos tots els països sobirans europeus, excepte Belarús, Kazakhstan i la Ciutat del Vaticà) i el Conveni Marc per a la Protecció de les Minories Nacionals (tots els països sobirans europeus, excepte Belarús)., Bèlgica, Grècia, França, Islàndia, Kazakhstan, Turquia i la Ciutat del Vaticà) amplien en gran manera la protecció contra aquestes activitats, a més de proporcionar els mitjans legals (eines) necessaris per salvaguardar i exercir aquests drets a la pràctica, en particular una sol·licitud a el Tribunal Europeu de Drets Humans
  - a la Unió Europea, la protecció addicional de la diversitat cultural, religiosa i lingüística està atorgada per la Carta dels Drets Fonamentals de la Unió Europea, en particular pels seus títols II (Llibertats) i III (Igualtat); es pot fer complir a la pràctica mitjançant una demanda davant el Tribunal de Justícia de la Unió Europea

## Genocidis culturals al llarg de la història

### Europa
- L'historiador Stephen Wheatcroft afirma que la pagesia a la Unió soviètica va estar subjecta a la destrucció cultural en la creació de l'home nou soviètic ".[6]

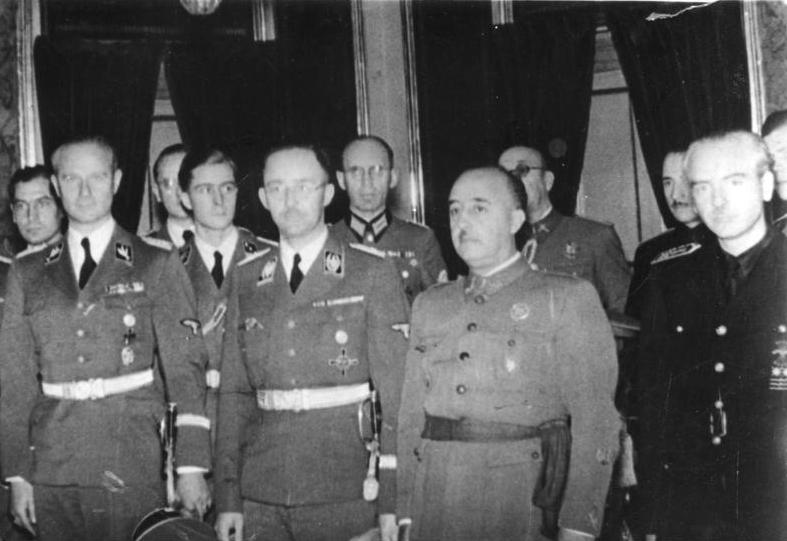
Trobada a Espanya del general Franco i Heinrich Himmler (cap de les SS), amb Ramón Serrano Suñer, 1940. Fotografia dels arxius federals alemanys.

- Trobada a Espanya del general Franco i Heinrich Himmler (cap de les SS), amb Ramón Serrano Suñer, 1940. Fotografia dels arxius federals alemanys.[7]A l'Espanya franquista, la prohibició de l'ús de llengües minoritàries com el català a l'espai públic, des de les escoles a les botigues, el transport públic, o fins i tot al carrer, la prohibició de batejar amb noms en català, la persecució i la destrucció de llibres en llengua catalana, canvi de nom de ciutats, carrers i tots els topònims del català al castellà, i l'abolició del govern i de totes les institucions culturals de Catalunya, amb l'objectiu de la total supressió i assimilació cultural.[8]
  - John D. Hargreaves escriu que "Es va implementar una política de genocidi cultural: la llengua catalana i símbols clau de la identitat i la nació independent catalana, com la senyera, l'himne nacional (" Els Segadors ") i el ball nacional. (la sardana), van ser proscrits. Qualsevol signe d'oposició va ser reprimit brutalment. La identitat catalana i, en conseqüència, la nació catalana estaven amenaçades d'extinció."[9]
  - Tot i que Josep Pla i altres autors catalans van publicar llibres en català durant el franquisme, i fins i tot hi va haver premis literaris catalans no clandestins durant el franquisme com el Premi Sant Jordi de novel·la, la producció editorial en català no va recuperar mai els nivells que havia assolit abans de la Civil Espanyola.[10][11] Un cas destacat de popularització del català va ser Joan Manuel Serrat: tot i que va poder compondre cançons catalanes i va guanyar certa notorietat, no se li va permetre cantar en català al certamen d'Eurovisió la seva La, la, la, i va ser substituït pel cantant espanyol Massiel, que va guanyar el concurs d'Eurovisió.[12] En conjunt, malgrat una certa tolerància a partir dels anys 60 i principis dels 70, el català i la resta de llengües minoritàries d'Espanya van quedar estrictament prohibides de l'ensenyament superior, de l'administració i de totes les activitats oficials, limitant-se així a la pràctica a l'esfera privada i domèstica. (Vegeu cronologia de la repressió del català).
- Durant la Segona Guerra Mundial, les polítiques de les potències de l'Eix (principalment, l'Alemanya nazi) cap a algunes nacions (per exemple, l'ocupació alemanya de Polònia i la destrucció de la cultura polonesa).

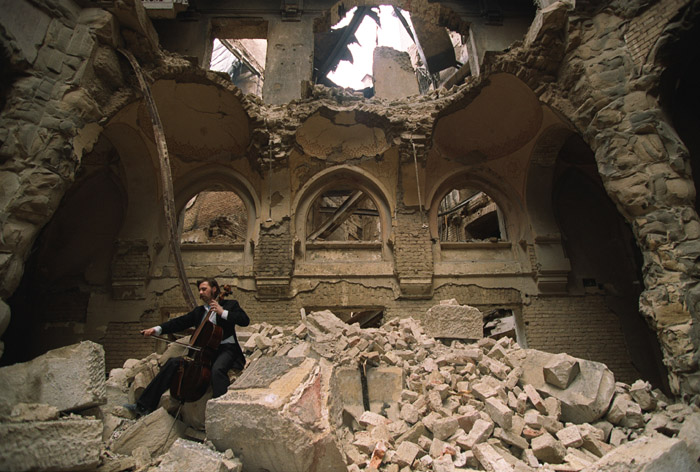
Acte cultural a la Biblioteca de Sarajevo destruïda

- Acte cultural a la Biblioteca de Sarajevo destruïdaA la guerra de Bòsnia durant el setge de Sarajevo, el genocidi cultural va ser comès per les forces serbes de Bòsnia. La Biblioteca Nacional i Universitària de Bòsnia i Hercegovina va ser específicament objectiu i assetjada per canons posicionats per tota la ciutat. La Biblioteca Nacional va quedar completament destruïda pel foc, juntament amb el 80 per cent del seu contingut. Es van destruir uns 3 milions de llibres, juntament amb centenars de documents originals de l'Imperi Otomà i la monarquia austrohongaresa.[13]
- Disturbis a Kosovo del 2004.[14] En una crida urgent,[15] emesa el 18 de març per la sessió extraordinària de la Convocació Ampliada del Sant Sínode de l'Església Ortodoxa Sèrbia (SPC), es va informar que una sèrie d'esglésies i santuaris serbis a Kosovo havien estat danyats o destruïts pels amotinats. Almenys 30 llocs van ser completament destruïts, més o menys destruïts o més destruïts (llocs que havien estat danyats anteriorment).[16]
- Després de la Guerra Civil grega, les autoritats gregues dugueren a terme un genocidi cultural contra els macedonis eslaus al nord de Grècia mitjançant la prohibició de la comunicació en llengües eslaves, el canvi de nom de ciutats, pobles i pobles (Lerin / Лерин a Florina, etc.), la deportació de macedonis eslaus, en particular dones i nens, així com moltes altres accions destinades a marginar i oprimir els macedonis eslaus residents al nord de Grècia. Tot i que algunes d'aquestes accions havien estat motivades per la ideologia política, atès que molts dels macedonis eslaus s'havien posat del costat dels comunistes derrotats, la majoria d'accions es van cometre per tal d'esborrar qualsevol rastre dels macedonis eslaus o la seva cultura al nord de Grècia.[17][18][19]
- Genocidi cultural a Irlanda sota el domini britànic,amb l'objectiu erradicar la llengua irlandesa, la cultura irlandesa i la fe catòlica.[20][21][22] El genocidi cultural d'Irlanda es parla al Dictionary of Genocide (2007), així com per en Christopher Murray (1997) en referència a la supressió de la llengua irlandesa ;[23] la Hilary M. Carey (1997) en referència al transport de convictes irlandesos a Austràlia ;[24] i en Tomás Mac Síomóin (2018).[25]
- Les polítiques de França envers les seves diverses llengües regionals i minoritàries, també conegudes amb el mot pejoratiu de patuès, han estat qualificades de genocidi pel professor de filologia catalana de la Universitat de les Illes Balears Jaume Corbera i Pou: "[26] La cultura s'ha transmès a les generacions més joves, com si haguessin nascut d'un món completament nou. Aquest és l'Estat francès que acaba d'entrar al segle XXI, un país on es conserven i es respecten els monuments de pedra i els paisatges naturals, però on molts segles de creació popular expressada en diferents llengües estan a punt d'extingir-se. La "gloire" i la "grandeur" construïdes sobre un genocidi. Ni llibertat, ni igualtat, ni fraternitat: només extermini cultural, aquest és el veritable lema de la República Francesa."

### Àsia
- Persecució dels bahá'ís a l'Iran, com a persecució religiosa s'ha classificat com a genocidi cultural.[27]
- Persecució dels tàmils de Sri Lanka com a cas de neteja ètnica, promoguda pel govern i continuada fins ara per la sinhalaització de les parts del nord i l'est de l'illa

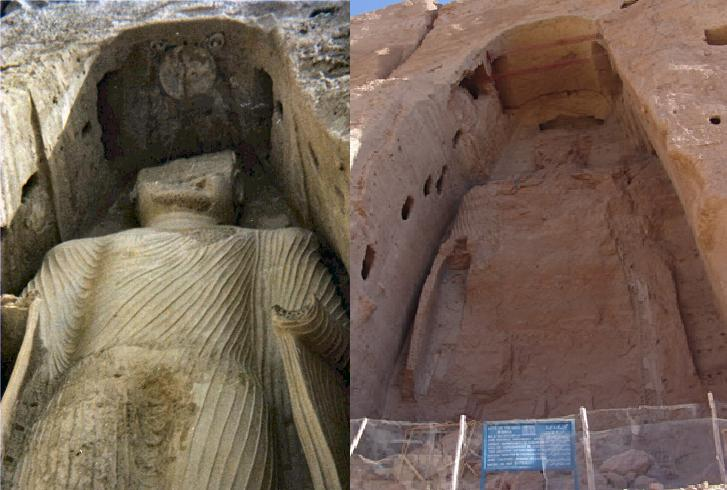
Un dels budes de Bamian, durant i després de la destrucció.

- Destrucció per l'Azerbaidjan de milers de làpides armènies medievals en un cementiri de Julfa, i posterior negació per l'Azerbaidjan que aquell lloc hagués existit.
- La historiadora Sarah Cameron creu que si bé la Fam kazakh de 1931-1933 combinada amb una campanya contra els nòmades no va ser un genocidi en el sentit de la definició de la Convenció del Genocidi, compleix el concepte de genocidi cultural de Raphael Lemkin.[6]
- Ocupació japonesa de Corea.
- Sinicització del Tibet a partir de la dècada de 1950.
- Discriminació japonesa dels Ryukyuan i altres cultures regionals.
- La Revolució Cultural a la República Popular de la Xina es considera el pitjor genocidi cultural de la història de la Xina, amb una destrucció sistemàtica i a gran escala de la cultura tradicional xinesa promoguda per l'estat.
- Destrucció del patrimoni cultural armeni a Turquia durant i després del genocidi armeni.[28]
- Els talibans fan volar dos Budes Makai a les ruïnes de Bamian a l'Afganistan, el 2001.
- L'Estat Islàmic va forçar conversions al seu territori alhora que destruïa antiquitats i museus del patrimoni assiri, yazidí i cristià.[29]
- Genocidi uigur a la Xina. Un milió de membres de la minoria musulmana uigur de la Xina han estat detinguts en camps de detenció massiva, anomenats " camps de reeducació ", que tenen com a objectiu canviar el pensament polític, i les seves identitats i les seves creences religioses.[30] Les proves per satèl·lit suggereixen que la Xina continental també ha arrasat més de dues dotzenes de llocs religiosos musulmans uigurs.[31]

### Àfrica

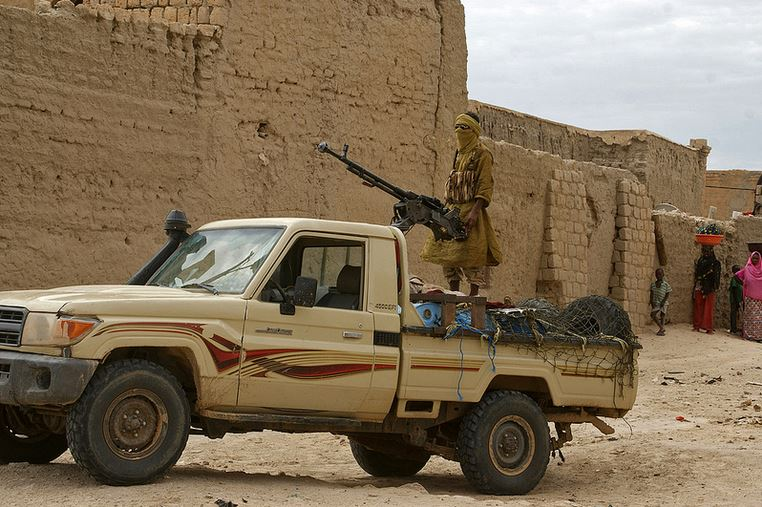
Destrucció de Timbuctú

- Destrucció de TimbuctúAnsar Dine destrueix part de Timbuctú, Patrimoni dela Humanitat de Mali.[32]

### Oceania
- Les Generacions Robades en Austràlia on els nens aborígens van ser sostrets des de les seves famílies i educats en la cultura anglesa.

### Amèrica del nord
- Pobles indígenes dels Estats Units.
  - A mitjans del 1800 i principis del 1900, els Estats Units van establir internats per a indis americans per assimilar els nens i els joves nadius americans a la cultura euroamericana.
- Pobles indígenes al Canadà.
  - El 2007, un membre del Parlament canadenc va criticar la destrucció per part del Ministeri d'Afers Indis de documents que eren proves del "genocidi cultural" imposat als pobles indígenes del Canadà.
  - La Comissió de Veritat i Reconciliació de les Escoles Residencials Índies del Canadà va concloure que el sistema d'escoles residencials de l'Índia canadenc "es pot descriure millor com a 'genocidi cultural '[33]
  - El 2015, la presidenta de la justícia, Beverly McLachlin, de la Cort Suprema del Canadà, va declarar en un discurs al Centre Global per al Pluralisme que el tractament històric del Canadà als pobles indígenes era un intent de genocidi cultural i "la pitjor taca del registre dels drets humans del Canadà".[34]